# Lexus SC
A Lexus SC egy roadster, amelyet a japán Lexus cég gyártott 1991-től 2010-ig. Összesen 2 generációja van.

## Generációi

### Z30 (1991–2000)

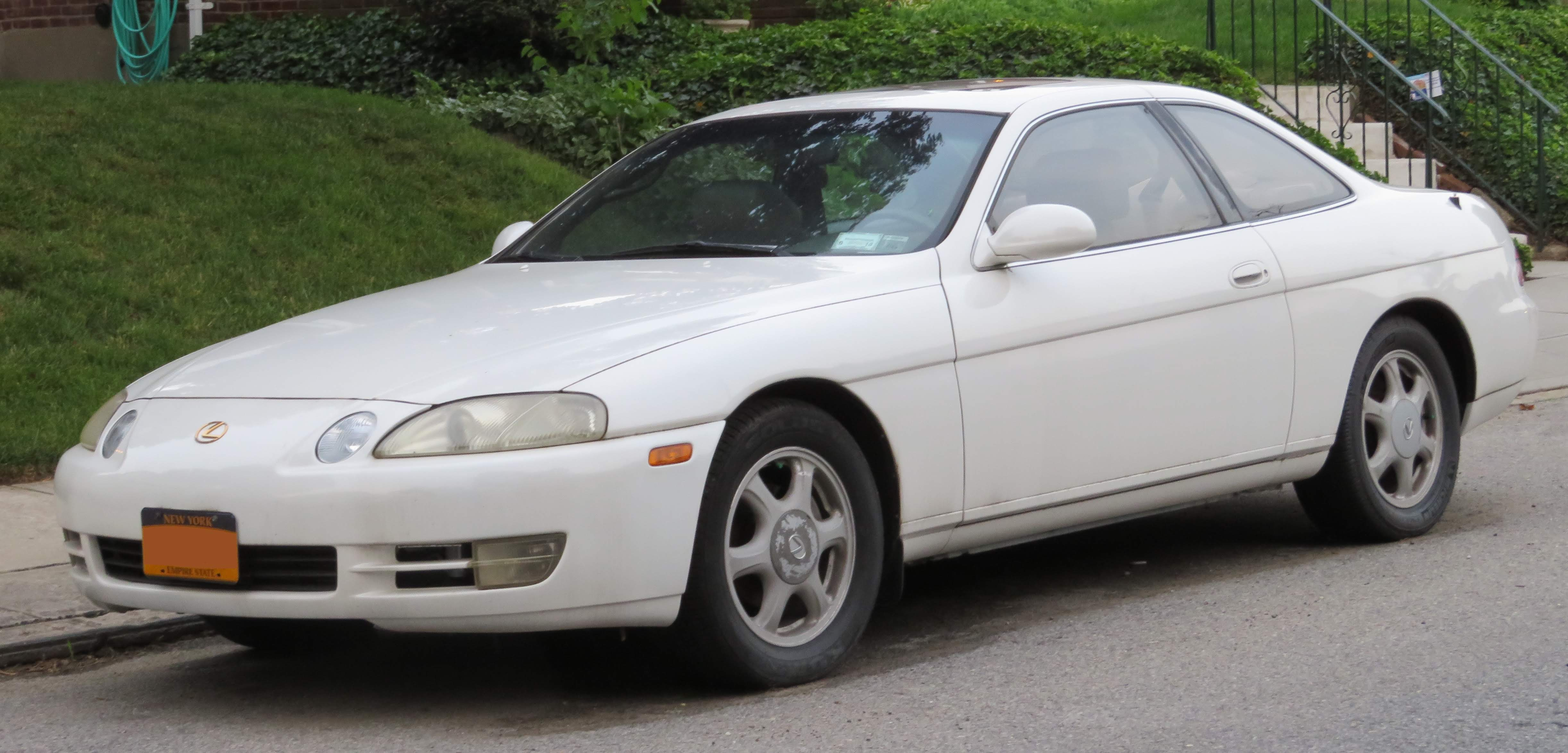
Lexus IS 1991–2000

A Z30 az első generáció. A gyár 1991-től 2000-ig készítette a modelleket.

### Z40 (2001–2010)

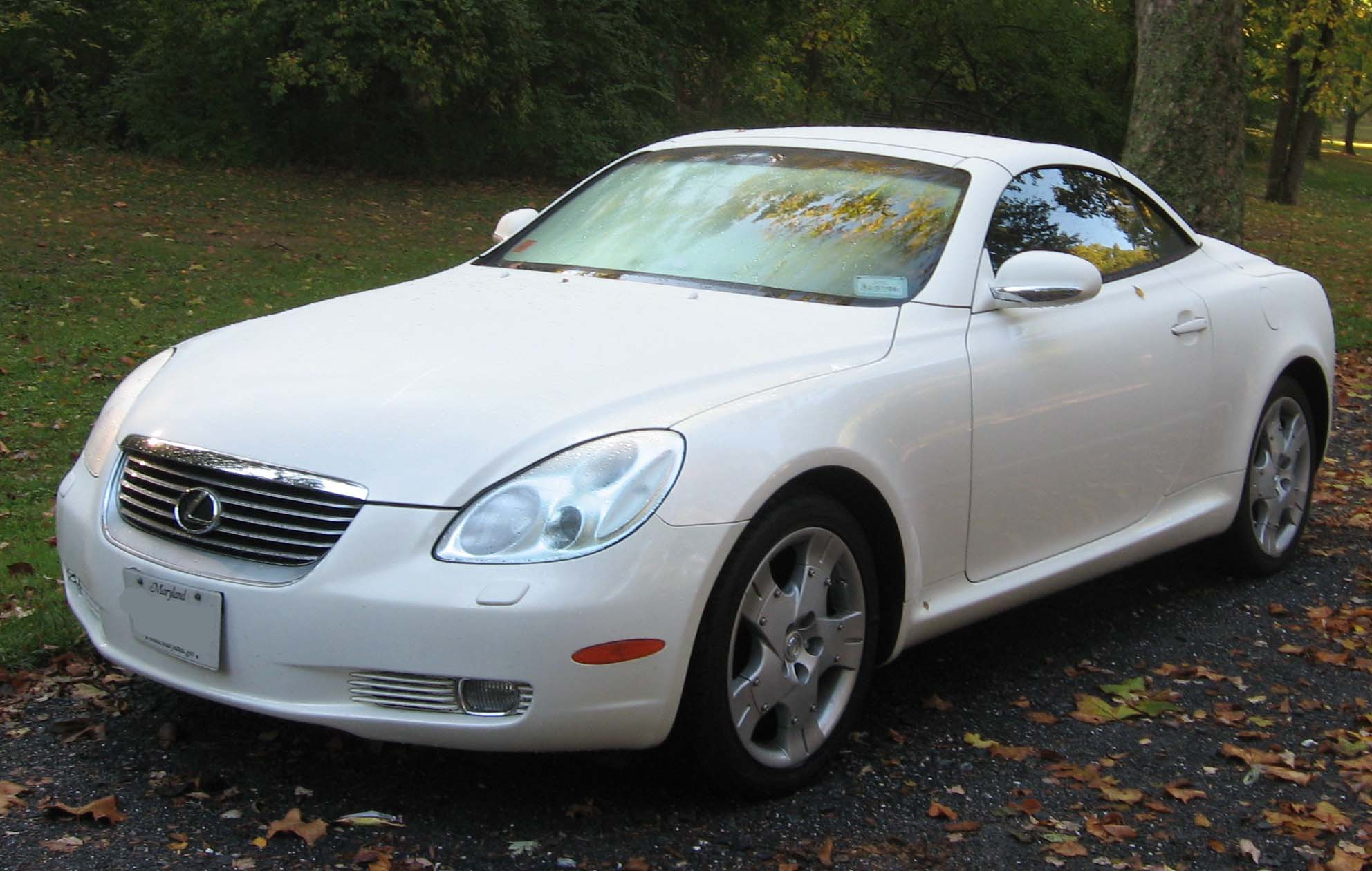
Lexus IS 2001–2010

A Z40 a második generáció. A gyár 2001-től 2010-ig készítette a modelleket. 2005-ben módosították a karosszériát.

## Fordítás
- Ez a szócikk részben vagy egészben  a   Lexus SC című angol Wikipédia-szócikk fordításán alapul.  Az eredeti cikk szerkesztőit annak laptörténete sorolja fel. Ez a jelzés csupán a megfogalmazás eredetét és a szerzői jogokat jelzi, nem szolgál a cikkben szereplő információk forrásmegjelöléseként.